# Братья Аргировы
«Братья Аргировы» — (болг. «Братя Аргирови»; род. 23 апреля 1959, Пловдив) — болгарский поп-дуэт, созданный братьями-близнецами Светославом и Благовестом Аргировыми. Пик популярности дуэта пришёлся на середину 1980-х годов.

## История
Братья Светослав и Благовест Аргировы родились 23 апреля 1959 года в Пловдиве. Здесь же закончили музыкальную школу, после чего учились в Академии музыкального, танцевального и изобразительного искусства (Пловдив) и музыкальной академии профессора Панчо Владигерова (Светослав — по классу пианино, Благовест — по классу виолончели).
Под названием «Вега» дуэт дебютировал в 1981 году на молодёжном конкурсе эстрадной песни, но уже на следующий год его участники сменили название на «Братья Аргировы». С 1983 по 1986 годы дуэт принимал участие в фестивалях в Братиславе и Дрездене. Братья выступали во многих странах Европы и Латинской Америки, в том числе беднейших странах, таких как Никарагуа.
Дуэт завершил карьеру на пике славы, в то время, когда их песни ещё возглавляли хит-парады Венгрии и Германии. Впоследствии братья жили раздельно — Благовест в Италии, а Светослав в Норвегии — но по-прежнему держали связь друг с другом.
В 1999 году Благовест Аргиров выпустил диск «Благовест и друзья» (болг. Благовест и приятели), в работе над которым приняли участие его брат, а также болгарские музыканты Данчо Караджов, Дони (Добрин Векилов), Стефан Вылдобрев и другие.
Оба брата также сыграли в художественных фильмах Защитете дребните животни («Защитите маленьких животных») и Скъпа моя, скъпи мой («Дорогая моя, дорогой мой»).

## Дискография
- «Момиче за двама» («Девушка на двоих») (1983)
- «Пролетна умора» («Весенняя усталость») (1984)
- «Да чукна на дърво» («Постучу по дереву») (1986)
- «Замириса на море» («Пахнуло морем») (1989)
- «Най-доброто и най-новото» («Самое лучшее и самое новое») (1997)
- «20 златни хита 20 години по-късно» («20 золотых хитов 20 лет спустя») (2002)